# Takeshi Okumura
Takeshi Okumura (jap. 奥村 健, Okumura Takeshi; * 24. April 1952 in der Präfektur Fukuoka) ist ein japanischer Poolbillardspieler.

## Karriere
Okumura begann im Alter von 16 Jahren Billard zu spielen. 1978 wurde er Profi.
1991 erreichte er bei den US Open den siebten Platz. 1994 wurde er durch einen Finalsieg gegen seinen Landsmann Itsuzaki Yasunari 9-Ball-Weltmeister. Er war der erste Japaner, der eine Poolbillard-Weltmeisterschaft gewinnen konnte und nach Chao Fong-Pang der zweite 9-Ball-Weltmeister aus Asien. Beim World Pool Masters 1996 wurde er Fünfter. Die US Open beendete er 1997 auf dem neunten Platz. 2000 schied er im Sechzehntelfinale der 9-Ball-WM aus. Bei den US Open 2000 verlor im Finale gegen den Amerikaner Earl Strickland. Bei der 9-Ball-WM 2002 schied er im Halbfinale aus, 2004 in der Runde der letzten 64. Bei der 8-Ball-Turnierserie International Pool Tour erreichte er 2006 bei den North American Open den 61. Platz und bei den World Open den 104. Platz.